# Seznam stryjských řeckokatolických eparchů
Následující osoby byly (jsou) eparchy stryjské eparchie Ukrajinské řeckokatolické církve:
- Julian Gbur SVD, 2000–2010
- Taras Senkiv OM, od r. 2010 apoštolský administrátor, v r. 2014 jmenován eparchou